# Changjing (köpinghuvudort i Kina, Jiangsu Sheng, lat 31,76, long 120,48)
Changjing (kinesiska: 长泾镇) är en köpinghuvudort i Kina. Den ligger i provinsen Jiangsu, i den östra delen av landet, omkring 160 kilometer öster om provinshuvudstaden Nanjing. Antalet invånare är 71 160. Befolkningen består av 35 390 kvinnor och 35 770 män. Barn under 15 år utgör 10,0 %, vuxna 15-64 år 78 %, och äldre över 65 år 11,0 %.
Runt Changjing är det mycket tätbefolkat, med 1 018 invånare per kvadratkilometer. Närmaste större samhälle är Xuxiake, 13,3 km väster om Changjing. Trakten runt Changjing består till största delen av jordbruksmark.
Genomsnittlig årsnederbörd är 1 488 millimeter. Den regnigaste månaden är juli, med i genomsnitt 228 mm nederbörd, och den torraste är januari, med 46 mm nederbörd.